# 山形自動車道
山形自動車道（日语：／ Yamagata jidōshadō */?）是從日本宮城縣柴田郡村田町村田系統交流道與東北自動車道分歧，於山形縣山形市山形系統交流道與東北中央自動車道連接， 終於山形縣鶴岡市鶴岡系統交流道，總長130.1公里的高速公路（高速自動車國道）。略稱為山形道（日语：／ Yamagatadō */?）。高速公路編號與仙台南部道路共同被編為E48。
目前，村田系統交流道（宮城縣柴田郡村田町）- 月山交流道（山形縣西村山郡西川町）、湯殿山交流道（山形縣鶴岡市）- 鶴岡系統交流道（山形縣鶴岡市）總長109.1公里的路段已通車。

## 概要

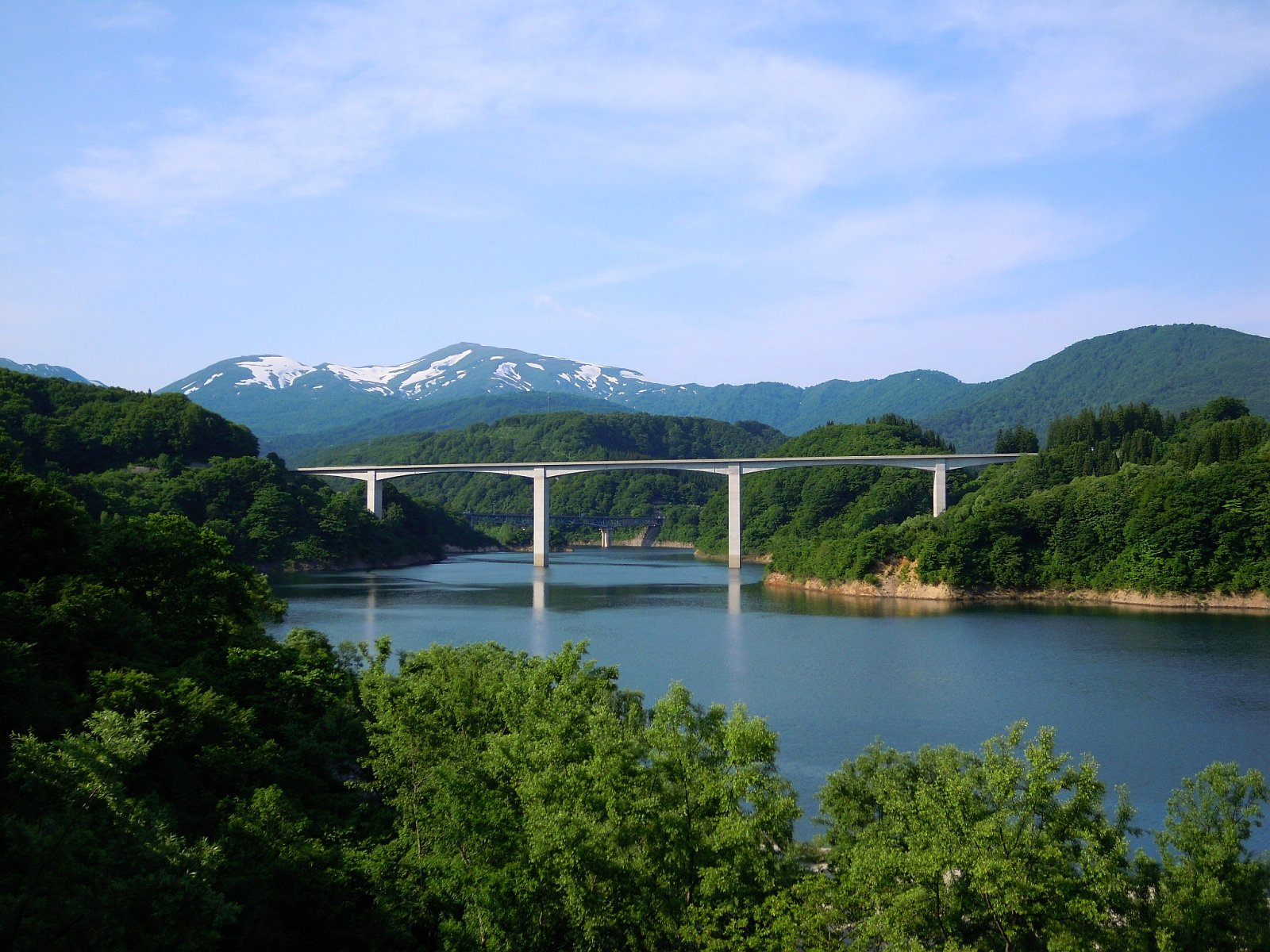
架於月山湖的月山橋與月山（2012年6月30日攝影）

村田系統交流道至山形藏王交流道，山形藏王交流道至月山交流道、湯殿山交流道至鶴岡系統交流道分別與國道286號以及國道112號並行。
全線由東日本高速公路（NEXCO東日本）管轄。
笹谷交流道至關澤交流道區間在最初是做為國道286號笹谷隧道（山形自動車道並行一般國道自動車專用道路）所建設，但之後整備為4車道，並指定為高速自動車國道，成為山形自動車道的一部份。
日本海東北自動車道的鶴岡系統交流道至酒田港交流道最初是山形自動車道的一部份，但在2012年（平成24年）3月24日溫海溫泉交流道至鶴岡系統交流道開通後改為日本海東北自動車道（但其里程牌仍延用山形道）。
月山交流道至湯殿山交流道尚未建設，目前是以國道112號月山道路連結。但是月山道路非高速道路編號對象，有部分區間非自動車專用道路，與山形道連接路段也只是一般道路。
此外，由於月山道路與日本海東北自動車道鶴岡系統交流道以南區間為免費路段，使得庄內地方成為收費路段的飛地。包含日本海東北道區間在內，庄內地方將收費站集中，部分出入口未設收費站，採取每個區段都需付通行費的做法。因此，通行車輛需在鶴岡交流道與日本海東北道酒田交流道、酒田港交流道設置的本線收費站，以及湯殿山、鶴岡、酒田、酒田港各出入口收費站已不取通行券的方式支付（所以在庄內區間全線行駛需負費四次（經日本海東北道鶴岡系統交流道則需需三次））。
目前村田系統交流道 - 山形系統交流道為雙向4車道，山形系統交流道以西則為暫定2車道。

### 路線名
- 東北橫斷自動車道酒田線（日语：東北横断自動車道）：全線

山形自動車道是法令上正式路線名東北橫斷自動車道酒田線（仙台市 - 酒田市）除東北自動車道區間以外的約158公里中，扣除高速自動車國道並行一般國道自動車專用道路的國道112號月山道路21公里、日本海東北自動車道27.5公里剩餘的109.1公里道路名。

## 交流道
- 交流道（IC）編號欄的背景色為■顯示該部分道路已經啟用，設施欄的背景色為■顯示路段未啟用或休止的設施，未通車路段名稱皆為臨時名稱。
- * 智能交流道（SIC）以背景色■顯示。沒有標註使用時間的SIC可以24小時使用。
- 巴士站（BS），○/●為使用中，◆為停用中設施。無標示者為未設置巴士站。
- IC為交流道的簡寫，SIC為智能交流道的簡寫，JCT為系統交流道的簡寫，SA為服務區的簡寫，PA為停車區（日语：パーキングエリア）的簡寫，TB為公路收費站的簡寫，BS為巴士站的簡寫。

| 交流道 編號                    | 中文設施名稱     | 日文設施名稱 | 英文設施名稱 | 接續路線名稱                                       | 起點 里程 （公里） | 巴士站 | 備註                                          | 所在地 | 所在地          | 所在地          |
| ------------------------------ | ---------------- | ------------ | ------------ | -------------------------------------------------- | ------------------ | ------ | --------------------------------------------- | ------ | --------------- | --------------- |
| 26                             | 村田JCT          |              |              | E4 東北自動車道                                    | 0.0                | -      |                                               | 宮城縣 | 柴田郡          | 村田町          |
| 1                              | 宮城川崎IC       |              |              | 宮城縣道14號亘理大河原川崎線 國道286號（川崎繞道） | 10.4               |        |                                               | 宮城縣 | 柴田郡          | 川崎町          |
| -                              | 古關PA           |              |              | -                                                  | 18.2               |        |                                               | 宮城縣 | 柴田郡          | 川崎町          |
| 2                              | 笹谷IC           |              |              | 國道286號（現道）                                  | 22.3               |        |                                               | 宮城縣 | 柴田郡          | 川崎町          |
| 3                              | 關澤IC           |              |              | 國道286號（現道）                                  | 28.1               |        | 仙台、福島方向出入口                          | 山形縣 | 山形市          | 山形市          |
| 4                              | 山形藏王IC/PA    |              |              | 國道286號                                          | 35.6               |        |                                               | 山形縣 | 山形市          | 山形市          |
| 5                              | 山形北IC         |              |              | 國道13號（山形繞道）                               | 41.9               |        |                                               | 山形縣 | 山形市          | 山形市          |
| -                              | 救急車緊急退出路 |              | /            | -                                                  |                    | -      | 與山形縣立中央醫院接續 山形北IC方向出口       | 山形縣 | 山形市          | 山形市          |
| 6                              | 山形JCT          |              |              | E13 東北中央自動車道                               | 46.5               | -      | 東北中央道側的編號為「15」                    | 山形縣 | 山形市          | 山形市          |
| 7                              | 寒河江IC         |              |              | 國道112號（寒河江繞道）                            | 53.0               |        |                                               | 山形縣 | 寒河江市        | 寒河江市        |
| 7-1                            | 寒河江SA/SIC     |              |              | 國道458號                                          | 55.9               | ○      | 櫻桃公園                                      | 山形縣 | 寒河江市        | 寒河江市        |
| 8                              | 西川IC           |              |              | 國道112號                                          | 67.0               | ○      |                                               | 山形縣 | 西村山郡 西川町 | 西村山郡 西川町 |
| -                              | 西川TB           |              |              |                                                    | 67.2               |        | 公路收費站                                    | 山形縣 | 西村山郡 西川町 | 西村山郡 西川町 |
| -                              | 月山湖PA         |              |              | -                                                  | 81.3               |        |                                               | 山形縣 | 西村山郡 西川町 | 西村山郡 西川町 |
| 9                              | 月山IC           |              |              | 國道112號（月山道路）                              | 83.5               |        |                                               | 山形縣 | 西村山郡 西川町 | 西村山郡 西川町 |
| 庄內內陸月山聯絡道路（構想路線） |                  |              |              |                                                    |                    |        |                                               | 山形縣 | 西村山郡 西川町 | 西村山郡 西川町 |
| 鶴岡市                         |                  |              |              |                                                    |                    |        |                                               | 山形縣 |                 |                 |
| 10                             | 湯殿山IC         |              |              | 國道112號（月山道路）                              | 104.2              |        |                                               | 山形縣 |                 |                 |
| -                              | 庄內朝日BS       |              |              | -                                                  | 113.6              | ○      |                                               | 山形縣 |                 |                 |
| 11                             | 庄內朝日IC       |              |              | 山形縣道44號余目溫海線                             | 114.4              |        |                                               | 山形縣 |                 |                 |
| -                              | 櫛引PA           |              |              | -                                                  | 117.5              |        | 併設公路綠洲 活躍的便當村/觀光果樹園          | 山形縣 |                 |                 |
| 12                             | 鶴岡IC/鶴岡TB    |              |              | 國道7號                                            | 128.3              |        | 併設公路收費站                                | 山形縣 |                 |                 |
| 17                             | 鶴岡JCT          |              |              | E7 日本海東北自動車道                              | 130.1              | -      | 新潟方向⇔酒田方向、 只限山形方向⇔酒田方向接續 | 山形縣 |                 |                 |
| E7 日本海東北自動車道 酒田方向 |                  |              |              |                                                    |                    |        |                                               |        |                 |                 |

## 歷史
- 1981年4月15日：國道286號笹谷隧道（笹谷交流道 - 關澤交流道）開通。
- 1988年10月13日：村田系統交流道 - 宮城川崎交流道開通。
- 1989年7月26日：山形北交流道 - 寒河江交流道開通[5]。
- 1990年10月4日：宮城川崎交流道 - 笹谷交流道開通。
- 1991年7月31日：關澤交流道 - 山形北交流道開通[6]。
- 1997年10月30日：庄內朝日交流道 - 酒田交流道開通。
- 1997年11月28日：村田系統交流道 - 笹谷交流道拓寬為4車道。
- 1998年7月1日：笹谷隧道編入山形自動車道。
- 1998年9月11日：關澤交流道 - 山形藏王交流道拓寬為4車道。
- 1998年10月28日：寒河江交流道 - 西川交流道開通。
- 1999年10月29日：西川交流道 - 月山交流道開通。
- 2000年9月30日：湯殿山交流道 - 庄內朝日交流道開通。
- 2001年8月9日：酒田交流道 - 酒田港交流道開通。
- 2002年9月16日：山形系統交流道開通，連接東北中央自動車道。同時山形北交流道 - 山形系統交流道拓寬為4車道。
- 2002年10月30日：山形藏王交流道 - 山形北交流道拓寬為4車道。
- 2002年11月9日：山形北交流道 - 山形系統交流道間設置救護車緊急退出路，與山形縣立中央醫院連接。
- 2002年11月30日：笹谷交流道 - 關澤交流道拓寬為4車道。
- 2004年12月20日：寒河江服務區智慧型交流道實施社會實驗開始（～2006年9月30日（當初實驗期間至2005年3月31日））。
- 2005年11月1日：湯殿山交流道 - 酒田港交流道的ETC通勤折扣特例開始實施。
- 2006年10月1日：寒河江服務區智慧型交流道啟用。
- 2010年2月2日：山形北交流道 - 月山交流道、湯殿山交流道 - 酒田港交流道被指定為免費畫社會實驗的對象路段。
- 2012年3月24日：鶴岡系統交流道通車，與日本海東北自動車道連接。同時間山形自動車道 鶴岡系統交流道 - 酒田港交流道改稱為日本海東北自動車道。
- 2019年（平成31年/令和元年）9月4日：國土交通省將山形道暫定2車線區間中的寒河江服務區/智慧型交流道至月山交流道與湯殿山交流道至鶴岡系統交流道訂為10至15年後4線道化優先整備區間[7][8][9]。

### 今後預定時程
- 月山交流道 - 湯殿山交流道 : 未定

月山交流道至湯殿山交流道區間目前有名為「（暫稱）庄內內陸月山連絡道路」的構想路線，但尚未進入整備興建階段。山形縣的高速道路整備推進室在2021年（令和3年）11月縣民投稿表示目前正在進行早期興建階段的事業手法等課題的整理與研擬。

## 路線狀況

### 車道與速限
| 村田系統交流道 - 山形系統交流道       | 4=2+2               | 80km/h  |          |
| 山形系統交流道 - 寒河江交流道         | 2=1+1 （暫定2車道） | 70km/h  |          |
| 寒河江交流道 - 寒河江服務區           | 4=2+2               | 80km/h  |          |
| 寒河江服務區 - 月山交流道             | 2=1+1 （暫定2車道） | 70km/h  | ※1 ※2 ※4 |
| （月山交流道 - 湯殿山交流道間未開通） |                     |         |          |
| 湯殿山交流道 - 鶴岡系統交流道         | 2=1+1 （暫定2車線） | 70 km/h | ※1 ※3 ※5 |

- ※1 : 各本線收費站速限30 - 40km/h（做為緩衝，前後區間速限40 - 50km/h）。
- ※2 : 月山交流道速限40km/h。
- ※3 : 湯殿山交流道速限30km/h。
- ※4 : 寒河江服務區/智慧型交流道至月山交流道區間為4線道化優先整備區間[7][8][9]
- ※5 : 湯殿山交流道至鶴岡系統交流道區間為4線道化優先整備區間[7][8][9]

### 服務區與停車區
商店設於寒河江服務區與櫛引停車區，以及高速公路綠洲。古關停車區有超商「Daily Yamazaki」。加油站僅在寒河江服務區。所有商店、加油站在深夜不營業。

### 隧道與橋梁
| 區間                            | 名稱       | 長度      | 長度      |
| 區間                            | 名稱       | 上行線    | 下行線    |
| ------------------------------- | ---------- | --------- | --------- |
| 村田系統交流道 - 宮城川崎交流道 | 星野城隧道 | 407公尺   | 393公尺   |
| 笹谷交流道 - 關澤交流道         | 笹谷隧道   | 3,411公尺 | 3,286公尺 |
| 關澤交流道 - 山形藏王交流道     | 岩之澤隧道 | 105公尺   | 163公尺   |
| 關澤交流道 - 山形藏王交流道     | 新山隧道   | 323公尺   | 376公尺   |
| 關澤交流道 - 山形藏王交流道     | 寶澤隧道   | 325公尺   | 295公尺   |
| 關澤交流道 - 山形藏王交流道     | 滑川橋     | 598.5公尺 | 624公尺   |
| 關澤交流道 - 山形藏王交流道     | 白髭隧道   | 492公尺   | 493公尺   |
| 關澤交流道 - 山形藏王交流道     | 唐松隧道   | 331公尺   | 268公尺   |
| 山形藏王交流道 - 山形北交流道   | 盃山隧道   | 1,234公尺 | 1,244公尺 |
| 山形藏王交流道 - 山形北交流道   | 双月隧道   | 212公尺   | 282公尺   |
| 山形藏王交流道 - 山形北交流道   | 山家隧道   | 411公尺   | 502公尺   |
| 山形藏王交流道 - 山形北交流道   | 高原隧道   | 331公尺   | 360公尺   |
| 山形藏王交流道 - 山形北交流道   | 青野隧道   | 553公尺   | 571公尺   |
| 山形系統交流道 - 寒河江交流道   | 最上川橋   | 400公尺   |           |
| 寒河江服務區 - 西川交流道       | 平野山隧道 |           | 856公尺   |
| 寒河江服務區 - 西川交流道       | 寒河江川橋 |           | 743公尺   |
| 西川交流道 - 月山湖停車區       | 間澤隧道   |           | 385公尺   |
| 西川交流道 - 月山湖停車區       | 綱取西隧道 |           | 580公尺   |
| 西川交流道 - 月山湖停車區       | 綱取隧道   |           | 215公尺   |
| 西川交流道 - 月山湖停車區       | 水澤隧道   |           | 191公尺   |
| 西川交流道 - 月山湖停車區       | 本道寺橋   |           | 980公尺   |
| 西川交流道 - 月山湖停車區       | 風明山隧道 |           | 1,923公尺 |
| 西川交流道 - 月山湖停車區       | 仁日山隧道 |           | 230公尺   |
| 月山湖停車區 - 月山交流道       | 月山澤隧道 |           | 378公尺   |
| 湯殿山交流道 - 庄內朝日交流道   | 田麥俣隧道 | 1,921公尺 |           |
| 湯殿山交流道 - 庄內朝日交流道   | 下山隧道   | 748公尺   |           |
| 湯殿山交流道 - 庄內朝日交流道   | 三栗屋隧道 | 1,463公尺 |           |
| 湯殿山交流道 - 庄內朝日交流道   | 越中山隧道 | 547公尺   |           |
| 湯殿山交流道 - 庄內朝日交流道   | 立岩隧道   | 415公尺   |           |
| 庄內朝日交流道 - 櫛引停車區     | 熊出赤川橋 |           | 240公尺   |

※寒河江川上的本道寺橋（西川町）是山形縣最長的橋梁。

#### 隧道數
| 區間                                 | 上行線 | 下行線 |
| ------------------------------------ | ------ | ------ |
| 村田系統交流道 - 宮城川崎交流道      | 1      | 1      |
| 宮城川崎交流道 - 笹谷交流道          | 0      | 0      |
| 笹谷交流道 - 關澤交流道              | 1      | 1      |
| 關澤交流道 - 山形藏王交流道/停車區   | 5      | 5      |
| 山形藏王交流道/停車區 - 山形北交流道 | 5      | 5      |
| 山形北交流道 - 寒河江服務區          | 0      | 0      |
| 寒河江服務區 - 西川交流道            | 1      | 1      |
| 西川交流道 - 月山湖停車區            | 6      | 6      |
| 月山湖停車區 - 月山交流道            | 1      | 1      |
| 湯殿山交流道 - 庄內朝日交流道        | 5      | 5      |
| 庄內朝日交流道 - 鶴岡系統交流道      | 0      | 0      |
| 合計                                 | 25     | 25     |

※寒河江服務區 ～鶴岡系統交流道間的隧道採用暫定2車道配置，因此上下線合算為1座隧道。

### 道路管理者
- NEXCO東日本 東北支社（日语：東日本高速道路東北支社）
  - 仙台管理事務所：村田系統交流道 - 宮城川崎交流道
  - 山形管理事務所：宮城川崎交流道 - 月山交流道
  - 鶴岡管理事務所：湯殿山交流道 - 鶴岡系統交流道

#### 公路廣播
- 笹谷（笹谷交流道 - 關澤交流道 笹谷隧道内）

### 交通量
24小時交通量（台）　道路交通調查
| 區間                                    | 平成17（2005）年度 | 平成22（2010）年度 | 平成27（2015）年度 |
| --------------------------------------- | ------------------ | ------------------ | ------------------ |
| 村田系統交流道 - 宮城川崎交流道         | 13,496             | 14,524             | 16,082             |
| 宮城川崎交流道 - 笹谷交流道             | 13,691             | 14,920             | 16,254             |
| 笹谷交流道 - 關澤交流道                 | 17,789             | 18,520             | 19,670             |
| 關澤交流道 - 山形藏王交流道             | 13,383             | 14,763             | 15,843             |
| 山形藏王交流道 - 山形北交流道           | 8,959              | 9,578              | 10,043             |
| 山形北交流道 - 山形系統交流道           | 7,150              | 14,641             | 07,426             |
| 山形系統交流道 - 寒河江交流道           | 7,210              | 17,603             | 07,748             |
| 寒河江交流道 - 寒河江服務區智慧型交流道 | 5,202              | 10,897             | 05,964             |
| 寒河江服務區智慧型交流道 - 西川交流道   | 4,964              | 8,649              | 05,131             |
| 西川交流道 - 月山交流道                 | 4,808              | 7,839              | 05,028             |
| 月山交流道 - 湯殿山交流道               | 未開通             | 未開通             | 未開通             |
| 湯殿山交流道 - 庄內朝日交流道           | 4,161              | 7,280              | 04,134             |
| 庄內朝日交流道 - 鶴岡交流道             | 3,939              | 7,313              | 03,697             |
| 鶴岡交流道 - 鶴岡系統交流道             | 3,204              | 9,751              | 02,030             |

（來源：「平成22年度道路交通センサス （页面存档备份，存于）」・「平成27年度全国道路・街路交通情勢調査 （页面存档备份，存于）」（國土交通省網頁））
- 令和2年度預定實施的交通量調査因嚴重特殊傳染性肺炎的影響而延期[13]。

- 平成22年度調査期間的山形北交流道至月山交流道與湯殿山交流道至鶴岡系統交流道正在進行高速道路免費化社會實驗。

2002年度 區間別平日平均交通量（台）
- 村田系統交流道 - 月山交流道 : 8,691（前年度比99.8%）
- 湯殿山交流道 - 酒田港交流道 : 2,471（同94.6%）

以區間別來看，交通量最大的笹谷交流道 - 關澤交流道有18,334輛次（同98.9%）。與這個區間並行的國道286號笹谷峠不但是急陡坡又是極度的狹路，超過5噸以上的大型車全年禁止通行，在冬季期間甚至全車種禁止通行。

## 收費特例
笹谷交流道至關澤交流道（笹谷隧道）為獨立收費。
- 笹谷交流道至關澤交流道：210日圓（320日圓）

※行經此路段時，費用為總行駛距離扣除該區間里程（5.8公里）算出的通行費，再加上本區間費用。
湯殿山交流道至鶴岡系統交流道，以及日本海東北自動車道鶴岡系統交流道收費站至酒田港交流道的庄內地方路段是未與其他收費道路連接的飛地，因此收費較為便宜。
- 湯殿山交流道至庄內朝日交流道：210日圓（430日圓）
- 庄內朝日交流道至鶴岡交流道：350日圓（530日圓）
- 鶴岡交流道至庄内空港交流道：260日圓（440日圓）
- 鶴岡系統交流道至庄內機場交流道：210日圓（410日圓）
- 庄內機場交流道至酒田交流道：210日圓（350日圓）
- 酒田交流道至酒田中央交流道：100日圓
- 酒田中央交流道至酒田港交流道：150日圓

※上述為普通車收費，括號內是以一般費用計算的收費。

跨區間時，直接加總各區間費用。PDF
2005年（平成17年）11月1日起，湯殿山交流道至酒田港交流道開始導入ETC通勤優惠。原則上，上午6至9時、下午5至8時兩時段的首次通行，且里程在100公里內即可適用，月山交流道與湯殿山交流道若是皆使用ETC，則月山道路兩側的高速道路都適用通勤優惠。通勤優惠的時間條件是以通過西川本線收費站、湯殿山交流道、鶴岡本線收費站、酒田本線收費站、酒田港本線收費站的時間為準。

## 地理

### 通過自治體
- 宮城縣
  - 柴田郡村田町 - 柴田郡川崎町 - 柴田郡村田町 - 柴田郡川崎町
- 山形縣
  - 山形市 - 東村山郡中山町 - 寒河江市 - 西村山郡大江町 - 寒河江市 - 西村山郡大江町 - 寒河江市 - 西村山郡西川町 - （本區間尚未通車） - 鶴岡市

### 連接高速公路
- E4 東北自動車道（於村田系統交流道連接）
- E13 東北中央自動車道（於山形系統交流道連接）
- E7 日本海東北自動車道（於鶴岡系統交流道連接）：僅連接山形方向來往酒田方向、新潟（日语：新潟中央ジャンクション）方向來往酒田方向。
  - 鶴岡系統交流道是僅能從新潟方向來往酒田方向與山形方向來往酒田方向的半套交流道，無法從新潟方向來往山形方向。因此要從新潟方向經日本海東北道來往山形方向時，需要在鶴岡西交流道至鶴岡交流道間下高速道路改用國道7號。

## 來源
1. ↑  東日本高速道路株式会社・中日本高速道路株式会社・西日本高速道路株式会社 2017，第標識編4-12頁.
2. ↑  東日本高速道路株式会社・中日本高速道路株式会社・西日本高速道路株式会社 2017，第標識編4-16頁.
3. ↑  浅井建爾 2015，第92頁.
4. 1 2 3   (PDF). 国土交通省東北地方整備局: 16. 2021-07  [2022-02-01]. （原始内容存档 (PDF)于2022-01-31）.
5. ↑  開通後，全國路線網完全涵蓋47都道府縣。
6. ↑  . 交通新聞 (交通新聞社). 1991-07-31: 1.
7. 1 2 3   (PDF). 国土交通省. 2019-09-04  [2020-12-15]. （原始内容存档 (PDF)于2022-05-17）.
8. 1 2 3   (PDF). 国土交通省. 2019-09-04  [2020-12-15]. （原始内容存档 (PDF)于2022-05-17）.
9. 1 2 3  . トラベル Watch. 2019-09-06  [2021-03-18]. （原始内容存档于2022-07-04）.
10. ↑  . 山形県. 2021-11-02  [2022-02-01]. （原始内容存档于2022-01-11）.
11. ↑  . 東日本高速道路株式会社. 2021-03-08  [2021-03-19]. （原始内容存档于2022-07-02）.
12. ↑  道路 6-2 1/2PDF -山形県ホームページ
13. ↑   (PDF). 国土交通省 道路局. 2020-10-14  [2021-05-09]. （原始内容存档 (PDF)于2022-03-27）.
14. ↑  2003年度JH年報
15. ↑  山形道（湯殿山IC - 酒田みなとIC）におけるETC通勤割引について

## 關連項目
- 高速自動車國道
- 東北地方道路一覽

## 外部連結
- NEXCO東日本 （页面存档备份，存于）